# 中村沙弥
中村 沙弥（なかむら さや、2002年3月15日 - ）は、日本の女子ラグビーユニオン選手。

## プロフィール
- 京都府出身[2]。
- ポジションはFW。
- 身長 178cm、体重 70kg
- 女子日本代表キャップは1。（2023年5月現在）

## 略歴
2020年、石見智翠館高校卒業後、四国大学に入学。
2023年5月28日に行われた女子アジアラグビーチャンピオンシップ2023決勝戦女子カザフスタン代表戦にて途中出場で女子日本代表初キャップを獲得した。
2024年4月三重PEALS加入